# Weinbau in Rhode Island
Weinbau in Rhode Island  bezeichnet den Weinbau im amerikanischen Bundesstaat Rhode Island. Gemäß US-amerikanischem Gesetz ist jeder Bundesstaat und jedes County per definitionem eine geschützte Herkunftsbezeichnung und braucht nicht durch das Bureau of Alcohol, Tobacco, Firearms and Explosives als solche anerkannt zu werden.
Der Weinbau in Rhode Island begann bereits im Jahr 1663, als Karl II. von England den Anbau von Reben ausdrücklich in einer königlichen Charta anordnete. Trotz der nördlichen Lage ist das Klima in Rhode Island vergleichsweise mild. Neben einem warmen, feuchten Sommer mit durchschnittlichen Höchsttemperaturen von 28 °C fallen die Temperaturen im Winter unter den Gefrierpunkt. Die Nähe zum Meer wirkt jedoch mildernd, so dass einige europäische Edelreben gedeihen.
Nachdem die Reblaus, der Mehltau (Echter Mehltau und Falscher Mehltau der Weinrebe) und später die Wirtschaftskrise den Winzern stark zusetzten, kam wie fast überall in den Vereinigten Staaten der Weinbau spätestens durch die Alkoholprohibition zum Erliegen.
Der moderne Weinbau begann im Jahr 1975 mit der Gründung des Weinguts Sakonnet Vineyards bei Little Compton.